# درو رينو
درو رينو (بالإنجليزية: Drew Renaud)‏ هو كاتب سيناريو ومخرج أمريكي، ولد في 1986 في فينتورا في الولايات المتحدة.

## وصلات خارجية
- درو رينو على موقع IMDb (الإنجليزية)